# الکساندر پرومیو
الکساندر پرومیو (فرانسوی: Alexandre Promio‎؛ ۹ ژوئیه ۱۸۶۸ – ۲۴ دسامبر ۱۹۲۶) عکاس، فیلمبردار و کارگردان اهل فرانسه بود.

## گزیده آثار
- پلیکان‌ها، باغ وحش لندن - ۱۸۹۶
- ترک اورشلیم با قطار - ۱۸۹۷
- شیر باغ وحش لندن - ۱۸۹۶